# Химзавод (Костромская область)
Химзаво́д — посёлок в Кадыйском районе Костромской области. Входит в состав Вёшкинского сельского поселения.

## География
Посёлок находится в юго-восточной части Костромской области, на расстоянии 23 км (по прямой) к западу от посёлка городского типа Кадый, административного центра района.

### Часовой пояс
Посёлок Химзавод, как и вся Костромская область, находится в часовой зоне МСК (московское время). Смещение применяемого времени относительно UTC составляет +3:00.

## Население
| 2008 | 2010 | 2014 |
| ---- | ---- | ---- |
| 6    | ↗7   | →7   |

### Национальный состав
Согласно результатам переписи 2002 года, в национальной структуре населения русские составляли 76 % из 17 чел.